# Sant Miquel de Rupit
Sant Miquel de Rupit és una església barroca de Rupit i Pruit (Osona) inclosa a l'Inventari del Patrimoni Arquitectònic de Catalunya.

## Descripció
Església de planta de creu grega amb capelles obertes als extrems dels braços transversals. Al centre de la creu s'eleva la cúpula el·líptica amb una llanterna també el·líptica. Al primer pis hi ha el cor. És coberta en volta de canó i el presbiteri és marcat per tres graons. Dos portals motllurats s'obren en aquest indret, un a cada costa. Als peus s'hi obre una finestra rectangular i una capella lateral a cada costat del portal. Al llarg del mur de la nau hi ha una imposta d'estuc. A les petxines de la cúpula hi ha pintures amb la representació dels quatre evangelistes. La resta està decorada amb estucs i greques. La façana es troba al mur de ponent i té un portal rectangular motllurat decorat amb unes volutes i una fornícula amb petxina, sense imatge, al centre. Al damunt s'obre una finestra quadrada amb els angles escairats i un petit òcul. La part superior és semicircular i coronat per uns cossos piramidals amb esferes. A l'extrem nord-est s'eleva un campanar de planta octogonal amb finestres d'arc de mig punt i rematada amb balustrada.

## Història
L'església de Sant Miquel de Rupit va néixer com a filial de l'antiga església parroquial de Sant Andreu de Fàbregues de la que depengué fins al 1878. Aquest nucli de població, lluny de Sant Joan de Fàbregues, es creà vers els segles XIII-XIV degut a la situació privilegiada del castell de Rupit i els nobles allí establerts. Així es creà la nova església parroquial que des de 1330 tingué un sacerdot beneficiat. Amb el creixement demogràfic de la vila vers els segles XVII-XVIII es reformà i s'amplià l'església donant-li l'estructura barroca actual.